# Music Industry Awards 2019

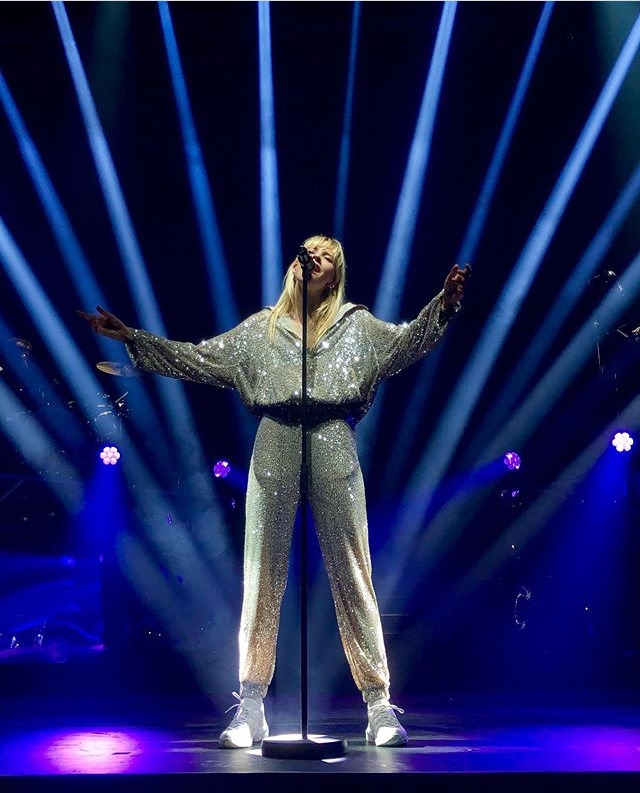
Angèle werd de grote winnares van de Mia's. Ze verzilverde alle 5 nominaties waaronder de belangrijkste trofee Hit van het jaar voor Tout oublier.

De Music Industry Awards 2019 werden op 6 februari 2020 in Paleis 12 te Brussel uitgereikt. 
Op 29 november 2019 werden de nominaties bekendgemaakt. Brusselse rapper Zwangere Guy maakt het meest kans met 7 nominaties. West-Vlaamse artiesten Brihang en Balthazar kregen elk zes nominaties. Angèle was de meeste genomineerde vrouwelijke artieste met vijf nominaties. Angèle wist uiteindelijk al haar nominaties te verzilveren, waarmee ze de grote winnares van de MIA's was. Balthazar en Niels Destadsbader wonnen ook elk twee MIA's. Rappers Zwangere Guy en Brihang konden geen MIA's meenemen naar huis.
Er waren ook enkele artiesten die voor het eerst een MIA wonnen: Willy Sommers won voor het eerst in zijn carrière een award, dit in de categorie Vlaams populair. Ook Stef Kamil Carlens en IBE wonnen voor het eerst een MIA. In de categorie Dance ging de trofee niet voor een vierde jaar op rij naar Lost Frequencies, maar naar het Kortrijkse danceduo Compact Disk Dummies.
Naast de categorieën met nominaties kreeg Arno een Lifetime Achievement Award voor zijn volledige carrière. Ultratop, de organisatie achter de gelijknamige hitparades, kreeg de Sector Lifetime Achievement Award.

## Optredens
| Artiesten          | Nummers        |
| ------------------ | -------------- |
| Clouseau           | Tweesprong     |
| Laura Tesoro       | Limits         |
| IBE                | Table of fools |
| Zwangere Guy       | Wie is Guy?    |
| Niels Destadsbader | Annelies       |
| Tourist LeMC       | Spiegel        |
| Balthazar          | Fever          |
| Lost Frequencies   | Sun is Shining |
| Arno               | Oh la la la    |

## Categorieën

### Mia's bepaald door het publiek

#### Hit van het jaar
- Tout oublier - Angèle ft. Roméo Elvis
- Spiegel - Tourist LeMC ft. Raymond van het Groenewoud
- Ordinary - Regi ft. Milo Meskens
- Instagram - Dimitri Vegas & Like Mike & Daddy Yankee, David Guetta, Natti Natasha

#### Beste Album
- Wie is Guy? - Zwangere Guy
- Casco - Brihang
- Fever - Balthazar
- Alive and Feeling Fine - Lost Frequencies

#### Solo vrouw
- Angèle
- Laura Tesoro
- Geike Arnaert
- Trixie Whitley

#### Solo man
- Niels Destadsbader
- Zwangere Guy
- Brihang
- Roméo Elvis

#### Beste Groep
- blackwave
- Clouseau
- Balthazar
- Hooverphonic

#### Beste Doorbraak
- IBE
- Sons
- Charlotte Adigéry
- Portland

#### Beste Pop
- Niels Destadsbader
- Clouseau
- Angèle
- Laura Tesoro

#### Beste Urban
- Zwangere Guy
- blackwave
- Brihang
- Tourist LeMC

#### Beste Alternative
- Balthazar
- Charlotte Adigéry
- Portland
- Brutus

#### Beste Dance
- Lost Frequencies
- Regi
- Dimitri Vegas & Like Mike
- Compact Disk Dummies

#### Beste Nederlandstalig
- Niels Destadsbader
- Zwangere Guy
- Brihang
- Clouseau

#### Vlaams populair
- Willy Sommers
- Bart Kaëll
- Belle Pérez
- Dana Winner

### Mia's bepaald door de muzieksector

#### Beste videoclip
- Balance ton quoi - Angèle
- Steentje - Brihang
- Gorik Pt.1 - Zwangere Guy
- Malade - Roméo Elvis

#### Beste Artwork
- Fever - Balthazar
- Zandoli - Charlotte Adigéry
- Crème - Ertebrekers
- Skepsels - Het Zesde Metaal

#### Beste auteur/componist
- Zwangere Guy
- Brihang
- Miguel Wiels
- Maarten Devoldere en Jintze Deprez

#### Beste live act
- Zwangere Guy
- Angèle
- Balthazar
- Whispering Sons

#### Beste muzikant
- Bert Dockx
- Fulco Ottervanger
- Stef Kamil Carlens
- Tom Vanstiphout

#### Beste Producer
- Alex Callier
- Jasper Maekelberg
- Jeroen Swinnen
- David & Stephen Dewaele

## Meeste nominaties

### Nominaties
| Aantal Nominaties | Artiest                   |
| ----------------- | ------------------------- |
| 7                 | Zwangere Guy              |
| 6                 | Brihang                   |
| 6                 | Balthazar                 |
| 5                 | Angèle                    |
| 3                 | Niels Destadsbader        |
| 3                 | Clouseau                  |
| 3                 | Roméo Elvis               |
| 3                 | Charlotte Adigéry         |
| 2                 | Dimitri Vegas & Like Mike |
| 2                 | Regi                      |
| 2                 | Lost Frequencies          |
| 2                 | Tourist LeMC              |
| 2                 | Portland                  |
| 2                 | blackwave                 |
| 2                 | Laura Tesoro              |

### Awards
| Aantal Awards | Artiest            |
| ------------- | ------------------ |
| 5             | Angèle             |
| 2             | Balthazar          |
| 2             | Niels Destadsbader |

## Trivia
- Het album Brol van Angèle steeg een week na de MIA's door naar de eerste plek van de Vlaamse albumlijst. Tweesprong van Clouseau steeg naar plaats 4 (+11) en Alive and Feeling Fine van Lost Frequencies steeg naar plaats 35 (+27) Ook de albums van Brihang en Zwangere Guy, die geen awards mee naar huis namen, stegen in de lijst. Casco (Brihang) ging van 43 naar 22 (+21), Wie is Guy? steeg van 35 naar 16 (+19). Het album Fever van Balthazar klom de meeste plekken, naar plaats 22 (+21). Santeboutique van Arno kwam opnieuw binnen op plaats 41, nadat Arno gehuldigd werd door de MIA's.[5]